# Rio Nyl
Rio Nyl é um rio da África do Sul.